# Beat Crusaders
Beat Crusaders (ビート・クルセイダース, Bīto Kuruseidāsu, grafado como BEAT CRUSADERS) foi uma banda japonesa de rock ativa entre 1997 até 2010. Durante todas as suas aparições públicas promocionais, suas faces eram cobertas por máscaras com desenhos similares a si mesmos e impressas com uma impressora dot-matrix.

## História
Beat Crusaders, comumente abreviado para BECR, começou a surgir no final do ano de 1997 por Tōru Hidaka como uma unidade de rock americano experimental  Lo-Fi independente. O resto da banda entrou mais tarde como resultado de vários pequenos shows experimentais que foram feitos aos arredores de Shimokitazawa em Tóquio. Seu uso criativo de sintetizadores analógicos e o velho Casiotone, incorporados a influências de bandas como Weezer e The Rentals e as vezes o dinamismo do rock Snuffesque, os consagraram em uma banda com uma poderosa guitarra melódica. No fim de 1998, os Beat Crusaders já haviam começado a criar músicas que eles mesmos enfatizavam como loucas e divertidas que o público não poderia perder, e o momento trouxe consigo um single: E.C.D.T. foi lançado em junho do ano seguinte e estava disponível em todas as tabelas independentes de lojas de música ao redor do Japão. Um mês depois, seu primeiro mini-álbum: Howling Symphony of... foi lançado; este entrou novamente nas tabelas com várias publicações sobre música aprovando o som. Refletindo em suas ações em tabelas e elogios de revistas, numerosas ofertas para shows surgiram de bandas notáveis e conhecidas na cena japonesa de música alternativa/independente, os convites partiam de bandas de vários ritmos diferentes, desde new wave até ska. Eles continuaram a se manter ocupados até que surgiu o seu segundo single Firestarter lançado no começo dos ano 2000 e mais tarde, seu primeiro álbum completo All You Can Eat. Eles também estavam envolvidos em quatro compilações, um álbum de 'covers' e um álbum incluindo uma música chamada 'WXY' em parceria com a banda japonesa de punk rock Captain Hedgehog.
Em 2005 lançaram o single da canção Hit in U.S.A, que foi a abertura de BECK (Mongolian Chop Squad)
Em 2006 lançaram o single da canção "Tonight, Tonight, Tonight", que foi a quarta abertura do anime Bleach.

## Integrantes
- Tōru Hidaka - vocais, guitarra
- Masahiko Kubota - baixo
- Tarō Katō - guitarra
- Hirofumi Yamashita - bateria
- Keita Tanabe - teclado

Membros de formação
- Mitsutaka Umuyashiki - baixo, vocais
- Takayuki Araki - bateria, vocais
- Hiroyuki Tai - teclado, guitarra, vocais

## Discografia

### Álbuns de estúdio
| Título | Ano  | Gravadora |
| --- | ---- | --------- |
| Howling Symphony Of... | 1999 | Lastrum   |
| All You Can Eat | 2000 | Lastrum   |
| Foresights | 2001 | Lastrum   |
| Sexcite | 2002 | Lastrum   |
| BEST CRUSADERS | 2003 | Lastrum   |
| A PopCalypse Now: Jigoku no Pop Shiroku (A PopCALYPSE NOW ～地獄のPOP示録～, A Poppukaripusu Nau ~Jigoku no Poppu Shiroku~) | 2005 | DefSTAR   |
| P.O.A. -POP ON ARRIVAL- | 2005 | DefSTAR   |
| EpopMaking: Pop to no Sōgū (EpopMaking ～Popとの遭遇～)                                                                     | 2007 | DefSTAR   |
| popdod | 2008 | DefSTAR   |
| REST CRUSADERS | 2010 | DefSTAR   |
| LOST CRUSADERS | 2010 | DefSTAR   |

### Singles
| Título                                                                                                 | Ano  | Gravadora    | Notas                                                            |
| --- | ---- | ------------ | ---------------------------------------------------------------- |
| Never Pop Enough EP                                                                                    | 1999 | Lastrum      |                                                                  |
| "Firestarter"                                                                                          | 2000 | Lastrum      |                                                                  |
| "Handsome Academy"                                                                                     | 2000 | Lastrum      |                                                                  |
| "Capa-City"                                                                                            | 2002 | Lastrum      |                                                                  |
| "Girl Friday"                                                                                          | 2003 | Captain Haus | "Follow me", como uma das músicas de BECK: Mongolian Chop Squad. |
| "Sensation"                                                                                            | 2004 | Captain Haus |                                                                  |
| "Hit in the USA"                                                                                       | 2004 | DefStar      | Para BECK: Mongolian Chop Squad                                  |
| "Feel"                                                                                                 | 2005 | DefStar      |                                                                  |
| "Love Potion No. 9"                                                                                    | 2005 | DefStar      |                                                                  |
| "Day After Day/Solitaire"                                                                              | 2005 | DefStar      |                                                                  |
| "I Can See Clearly Now"                                                                                | 2005 | DefStar      |                                                                  |
| "Tonight, Tonight, Tonight"                                                                            | 2006 | DefStar      | Abertura da quarta temporada de Bleach anime                     |
| "Hey Hey Look Look"                                                                                    | 2006 | DefStar      | Tema de abertura para Kappa Mikey                                |
| "Ghost"                                                                                                | 2007 | DefStar      |                                                                  |
| "Chinese Jet Set"                                                                                      | 2008 | DefStar      |                                                                  |
| "Winterlong"                                                                                           | 2008 | DefStar      | Abertura de Juushin Enbu (Hero Tales)                            |
| "Arienai Kurai Kiseki" (ありえないくらい奇跡) "Much Impossible Miracle" Em colaboração com Ayano Tsuji | 2008 | Speedstar    | Canção da terceira abertura de Keroro Gunso filme                |
| "Let It Go"                                                                                            | 2009 | DefStar      |                                                                  |
| "Situation"                                                                                            | 2010 | DefStar      |                                                                  |

### EP/Misc
| Título                          | Ano  | Tipo                 | Gravadora |
| ------------------------------- | ---- | -------------------- | --------- |
| Best Crusaders                  | 2003 | Melhores de um álbum | Lastrum   |
| Compi Crusaders '68-'77 vol. 37 | 2005 | Compilação           | DefSTAR   |
| Musicrusaders                   | 2005 | Álbum de covers      | DefSTAR   |

### Compilações
| Título              | Ano  | Tipo                 | Gravadora |
| ------------------- | ---- | -------------------- | --------- |
| VERY BEST CRUSADERS | 2009 | Melhores de um álbum | DefSTAR   |

### Álbuns Dividios
| Tíulo                 | Ano  | Dividido com      | Gravadora |
| --------------------- | ---- | ----------------- | --------- |
| WXY                   | 2001 | Captain Hedge Hog | Lastrum   |
| Diggin' in the Street | 2002 | Rude Bones        | Lastrum   |
| Ozzy!!                | 2002 | Sk@ymate's        | Lastrum   |
| Booootsy              | 2006 | Your Song Is Good | DefSTAR   |
| Cell No.9             | 2006 | Tropical Gorilla  | DefSTAR   |
| Night on the Planet   | 2007 | Asapragus         | DefSTAR   |